# Belgičané
Belgičané je souhrnné označení pro obyvatele Belgie. Jde především o Vlámy, Valony a Němce, národy, jejichž jazyky (vlámská varianta nizozemštiny, valonská varianta francouzštiny a němčina) jsou úředními jazyky Belgie.

Nizozemskojazyčná (vlámská) část Belgie
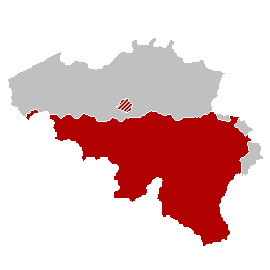
Francouzskojazyčná (valonská) část Belgie
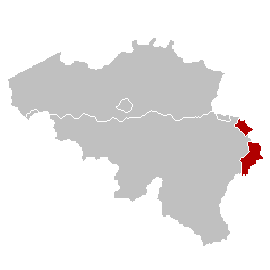
Německojazyčná část Belgie

## Osobnosti
Nositelem Nobelovy ceny za fyziku je François Englert, za chemii Ilja Prigogine, za fyziologii Christian de Duve, Corneille Heymans, Jules Bordet a Albert Claude. Georges Lemaître nastolil slavnou hypotézu o vzniku vesmíru Velkým třeskem. Andreas Vesalius posunul poznání v oblasti anatomie, chemik Jean-Baptiste van Helmont založil studium plynů, Abraham Ortelius byl tvůrcem prvního atlasu, kartografii ovlivnil i matematik Gerhard Mercator, jeho Mercatorovo zobrazení se užívá dodnes. Leo Baekeland vynalezl bakelit a fotografický papír, Étienne Lenoir první úspěšný stacionární plynový spalovací motor, Zénobe Gramme první prakticky využitelný motor na stejnosměrný proud. Solvayův proces objevil chemik Ernest Solvay. Fyzik Joseph Plateau jako první představil iluzi pohybujícího se obrazu. Vynálezcem saxofonu byl Adolphe Sax. Významnými matematiky byli Eugène Charles Catalan, Jean Bourgain či Pierre Deligne. Robert Cailliau pomáhal vynalézt systém WWW.
Středověká kronika Jeana Froissarta patří k nejvýznamnějším historiografickým dílům středověku. Henri Pirenne byl významným historikem-medievalistou. Humanista Justus Lipsius se pokoušel vytvořit křesťanskou verzi stoicismu. Do humanistického okruhu patřil i nakladatel a tiskař Christophe Plantin. Descartovo dílo rozvíjel filozof Arnold Geulincx. Průkopníkem užití statistických metod v sociologii byl Adolphe Quetelet, jinak též astronom. Victor D'Hondt je tvůrcem metody rozdílení volebních mandátů. Jako literární teoretik proslul Paul de Man. Paul Otlet byl průkopníkem informační vědy. Marxistickým teoretikem byl Ernest Mandel, Chantal Mouffeová je politoložkou poststrukturalistické a postmarxistické orientace.
Spisovatel Maurice Maeterlinck získal Nobelovu cenu za literaturu. Charles de Coster obnovil slávu postavičky Enšpígla. Průkopníkem vlámštiny v druhdy převážně frankofonní Belgii byl Hendrik Conscience. Guido Gezelle psal západním vlámským dialektem. Hugo Claus proslul vlámsky psaným románem Smutek Belgie. Francouzsky psali symbolistický básník Emile Verhaeren, Marguerite Yourcenar či Henri Michaux. Dnes třeba Jan Theuninck či Amélie Nothomb. Jedním z neslavnějším detektivkářů světa byl Georges Simenon, jenž stvořil postavu komisaře Maigreta. Velkou tradici má belgický komiks. Tvůrcem slavného Tintina byl Hergé, dalšími významnými komiksovými autory byli André Franquin (tvůrce Gastona), Morris (tvůrce Lucky Luka) či Peyo (tvůrce Šmoulů).
Za Belgičana lze považovat barokního malíře Petera Paula Rubense, jistě pak jeho žáka Anthony van Dycka. Představitelem secese byl malíř Henry van de Velde, expresionismu James Ensor. Symbolistou byl litograf Félicien Rops. Představiteli surrealismu byli malíři René Magritte a Paul Delvaux. K tachismu a abstraktnímu expresionismu náležel Pierre Alechinsky. Victor Horta byl jedním z nejdůležitějších představitelů secese v architektuře.
V klasické hudbě vynikl především renesanční skladatel Jacob Obrecht. Z interpretů houslisté Eugène Ysaÿe a Henri Vieuxtemps. Francouzský šanson obohatil Jacques Brel. V pop-music 20. století se mezinárodního věhlasu dočkal francouzsky zpívající Salvatore Adamo. Belgičané se začali poměrně hodně prosazovat v globálním popu v nedávné době. Celosvětové hity měli raper s rwandskými kořeny Stromae (zejm. Alors en dance), Kate Ryan, Lara Fabian či Gotye. Ve skupině Transglobal Underground se proslavila zpěvačka Natacha Atlas.
Nejslavnějším belgickými filmovými tvůrci jsou bratři Dardennové, již prosluli sociálními dramaty. Režisérka Chantal Akermanová byla představitelkou feministického avantgardního filmu. Jean-Claude van Damme se stal hvězdou akčních snímků.
Henri La Fontaine, Auguste Marie François Beernaert a Dominique Pire získali Nobelovu cenu za mír. Symbolem charity a sebeobětování je v Belgii Damien de Veuster. Jacques Rogge byl předsedou Mezinárodního olympijského výboru. Paul-Henri Spaak byl prvním předsedou Evropského parlamentu, prvním předsedou Valného shromáždění OSN a druhým generálním tajemníkem NATO. Dirk Frimout byl prvním belgickým kosmonautem. Adrien de Gerlache se proslavil jako polárník, jako vojevůdce za Třicetileté války Jan Tserclaes Tilly. Z náboženských osobností vynikli jezuitský misionář v Číně Ferdinand Verbiest či představitelka západního buddhismu Alexandra David-Néelová.
Tenistky Kim Clijstersová a Justine Heninová byly světovými jedničkami. Eddy Merckx byl legendárním cyklistou, stejně jako jeho velký soupeř Freddy Maertens. Legendou motorového sportu, zejména závodu 24 hodin Le Mans, je Jacky Ickx. Šest zlatých olympijských medailí vybojoval lukostřelec Hubert Van Innis.
Zřejmě nejznámějším fiktivním Belgičanem je Hercule Poirot, detektiv britské spisovatelky Agathy Christie. Dalším pak komiksový reportér Tintin kreslíře Hergého.